# (1679) Nevanlinna
(1679) Nevanlinna est un astéroïde de la ceinture principale.

## Description
(1679) Nevanlinna est un astéroïde de la ceinture principale. Il fut découvert le 18 mars 1941 à Turku par Liisi Oterma. Il présente une orbite caractérisée par un demi-grand axe de 3,12 UA, une excentricité de 0,15 et une inclinaison de 18,0° par rapport à l'écliptique.

## Compléments